# Verbena minutiflora
Verbena minutiflora là một loài thực vật có hoa trong họ Cỏ roi ngựa. Loài này được Briq. ex Moldenke miêu tả khoa học đầu tiên năm 1959.